# Vargön Alloys
Vargön Alloys AB i Vargön utanför Vänersborg är en av Europas största tillverkare av olika typer av ferrolegeringar (ferrokrom och ferrokisel). Årsproduktionen låg på cirka 300 000 ton[källa behövs], varav två tredjedelar exporterades. Under lågkonjunkturen 2009 minskades antalet anställda från 234 personer 2008 till cirka 140 personer i januari 2010

## Historik

### Bakgrund

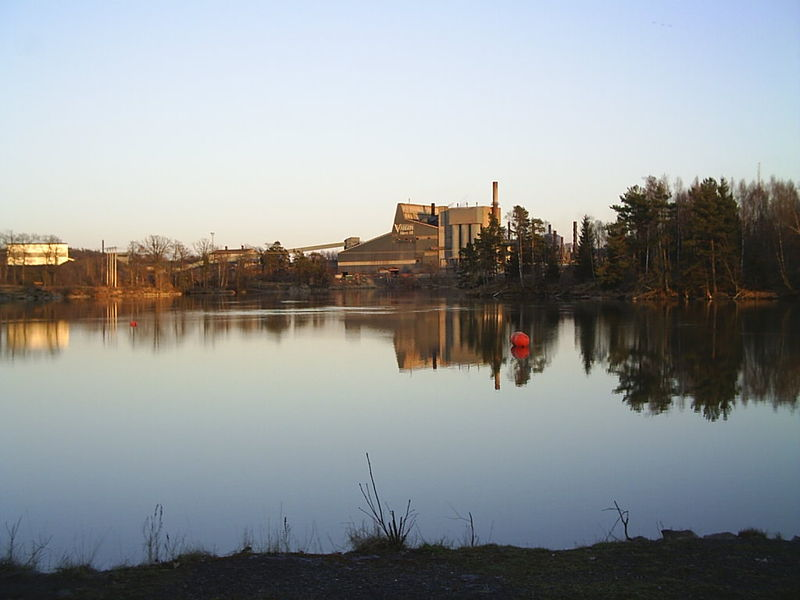
Vargön Alloys smältverk vid Göta älv.

År 1874 bildades Wargöns AB, då i form av ett träsliperi, på en udde i Göta älv, ett par kilometer öster om Vänersborg. År 1912 utökades verksamheten med ett smältverk för tillverkning av legeringar som ferromangan och kiselmangan. Anledningen till att starta en legeringsstillverkning var att, vid försäljningen av fallrättigheterna i Vargön till staten 1911,  företaget av staten ålades att konsumera 3 700 hästkrafer el. Företagsledningen fann då möjligheten att tillverka ferrolegeringar, vilket är energikrävande. Råmaterial fanns i egna mangangruvor i Spexeryd och eget kvartsitbrott i Fröskog, samt reduktionsmedel i form av träkol från egna skogsfastigheter. Från början fanns fyra ugnar, men då tillverkningen visade sig vara lönsam, byggdes smältverket ut med ytterligare fem ugnar. Vid 1900-talets början Wargöns AB utvecklats till ett storföretag genom en rad uppköp av andra företag och bruksegendomar.

### Airco Alloys bildas
År 1968 köptes Wargöns AB av amerikanska Air Reduction Company (Airco). Pappers- och sulfitmassetillverkningen samt rättigheterna till namnet Wargön såldes till Holmens Bruk AB. Pappersbruket drevs inom Holmenkoncernen fram till nedläggning 2009. Även Wargöns stora jordbruks- och skogdomäner såldes. Det som sedan var kvar av det gamla företaget, ombildades till Airco Alloys. Tillverkningen av ferromangan lades därefter ned under mitten av 1970-talet och istället inriktades tillverkningen på ferrokrom och ferrokisel. År 1972 invigdes också världens dittills största smältugn för ferrokisel, vilken 1977 lades om till att producera "ChargeCrome".

### Namnbyte till Vargön Alloys
År 1978 förvärvade Airco British Oxygen Corp.. I samband med det såldes det svenska dotterbolaget 1979 till Fides AG i Schweiz, varvid namnet ändrades till Vargön Alloys AB. I slutet av 1980-talet förändrades ägarbilden igen efter en "management buy-out" tillsammans med Löntagarfonden. Löntagarfonden sålde senare sina aktier till de fyra i företagsledningen 1993. I februari 2008 såldes Vargön Alloys till den turkiska koncernen Yildirim.
Företaget hade varit till salu en tid, när Yildirim köpte det. De fyra ägarna i bolagets styrelse motiverade försäljningen med åldersskäl och att företaget nu skulle få tillgång till egen krommalmsråvara för framställningen av kisel- och ferrokrom. Yildirim såg Vargön Alloys som ett komplement till sina egna fabriker och en möjlighet att komma in på nya marknader.
Ett tioårigt elavtal tecknades med Vattenfall för att säkra driften. Man har även planer på att i början på nästa år starta upp en avställd ugn för ferrokromtillverkning - det vill säga man återgår till fyrugnsdrift.[[uppdatera|2025-08}}

Idag finns fyra ugnar vid anläggningen i Vargön (Ugn 8, produktionskapacitet: 65.000 ton/år – ferrokrom, Ugn 9, produktionskapacitet: 25-35.000 ton/år – ferrokrom, Ugn 10, produktionskapacitet: 25-35.000 ton/år – ferrokrom, Ugn 12, produktionskapacitet: 110-130.000 ton/år – ferrokrom).

### Miljö
Smältverket är förmodligen världens mest effektiva och renaste smältverk. Rökgaserna renas till 99,7% och man har utvecklat ett eget system med värmåtervinning för att ta tillvara spillvärmen från tillverkningen. Fram till 2008 då pappersbruket lade ner sin produktion såldes värmen dels som överhettad ånga till närliggande Wargöns Bruk, dels som hetvatten till Vattenfalls fjärrvärmenät i Vänersborg. Numera är det endast fjärrvämenätet som förses med energi. Rökgas- och energiåtervinning började man jobba med redan under 1950-talet. Första ångpannan för att ta vara på spillvärme installerades 1957. Det är i dagsläget inte ekonomiskt eller ur miljösynpunkt försvarbart att öka reningsgraden. Stoft från rökgasrening vid tillverkning av ferrokisel kan säljas som bindemedel till betongindustrin. Stoft från ferrokromugnarna samlas upp, behandlas och deponeras på företagets ombyggda deponi på Mjölkberget. Slaggen från ferrokromtillverkningen säljs som makadam, vägfylle och dränering. 
Smältverket är idag ihopkopplat även med fjärrvärmenätet i Trollhättan genom en åtta kilometer lång rörledning och 2.400 kubikmeter stor ackumulatortank. 
Verksamheten är mycket energikrävande och står för en halv procent av hela Sveriges elförbrukning. I 2018 användes 527.688 MWh el, men bruket levererade även 183.832 MWh fjärrvärme till Vänersborg. Detta motsvarade 80-90% av stadens fjärrvärmebehov.